# Finansvalp
Finansvalp är ett informellt uttryck som avser främst unga anställda inom banker och fondkommissionsbolag, som gör snabba affärer med stora vinster.
Uttrycket användes först i Veckans Affärer våren 1987, när tidningens dåvarande redaktionssekreterare Pieter Tham kläckte en rubrik till en artikel om börsmäklarnas löner. Uttrycket fick sitt genombrott när LO-ordföranden Stig Malm i sitt 1 maj-tal ondgjorde sig över "knapptryckarna" och "finansvalparna".
Den särskilda omsättningsskatt på värdepapper, som tillkommit 1987 och som drabbade mäklarna själva fick smeknamnet  valpskatt. Denna skatt upphävdes av Regeringen Bildt 1991.

### Fotnoter
1. ↑  Claes Salomonsson (26 september 2000). ”Därför ”surfar” du på ”nätet””. Aftonbladet. http://wwwc.aftonbladet.se/nyheter/0009/26/ord.html. Läst 19 februari 2015.
2. ↑  Spängs Thorbjörn (3 februari 1997). ”Stadshuset: En halv miljard försvann. 10 år sedan de vidlyftiga optionsaffärerna”. Dagens nyheter. http://www.dn.se/arkiv/stockholm/stadshuset-en-halv-miljard-forsvann-10-ar-sedan-de-vidlyftiga. Läst 20 februari 2015.